# Вилхелм II Добрия (Сицилия)
Вилхелм II Добрия (на италиански: Guglielmo II, Guglielmo il Buono; * 1153, † 18 ноември 1189, Палермо) е трети крал на Сицилианското кралство от династия Отвил.

## Биография
Той е втори син на Вилхелм I Злия (*1126; † 7 май 1166) и Маргарита Наварска († 1182).
След трагичната гибел на по-големия си брат Рожер (* 1152; † 11 март 1161) става потенциален наследник на престола, макар да не получава традиционния титул на херцог на Апулия. Наследява баща си на 7 май 1166 година.
Царстването на Вилхелм II остава в паметта на сицилианците като своеобразен златен век.

- Катедрала Монреале в Монреале (фасада)
- Мозайка в Катедрала Монреале

## Личността на краля: история и легенда
- Данте Алигиери в своята „Божествена комедия“ поставя Вилхелм II Добрия в „Рай“[2].